# Sankt Clemens Sogn (Amrum)
Sankt Clemens Sogn eller Amrum Sogn er et sogn på øen Amrum i Sydslesvig, tidligere i Før Vesterherred (Kongeriske enklave under Ribe Amt), nu i kommunerne Nebel, Nordtorp og Vitdyn i Nordfrislands Kreds i delstaten Slesvig-Holsten. I Sankt Clemens Sogn ligger Sankt Clemens Kirke.
I Sankt Clemens Sogn findes flg. stednavne:
- Nebel (nordfrisisk Neebel)
- Nordtorp (tysk Norddorf, nordfrisisk Noorsaarep)
- Saddeldyne (nordfrisisk Saateldün)
- Store Klit (tysk Großdüne, nordfrisisk Store Klit)
- Sydtorp (tysk Süddorf, nordfrisisk Sössaarep)
- Vesterhede (nordfrisisk Waasterhias)
- Vitdyn (Hvidklit, tysk Wittdün, nordfrisisk Witjdün)
- Wriakhörn